# ليون كروكس
ليون كروكس (بالإنجليزية: Leon Crooks)‏ هو لاعب كرة قدم بريطاني، ولد في 21 نوفمبر 1985 في غرينتش في المملكة المتحدة. لعب مع إبسفليت يونايتد وميلتون كينز دونز وويكمب وندررز.

## وصلات خارجية
- ليون كروكس على موقع قاعدة بيانات كرة القدم.إي يو (الإنجليزية)
- ليون كروكس على موقع Soccerbase.com (لاعب) (الإنجليزية)